# Hoch- und Deutschmeister-Marsch

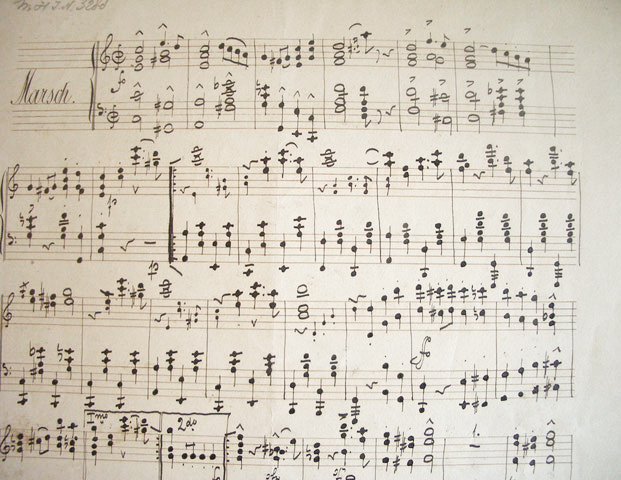
Partitur des Hoch- und Deutschmeister-Marschs

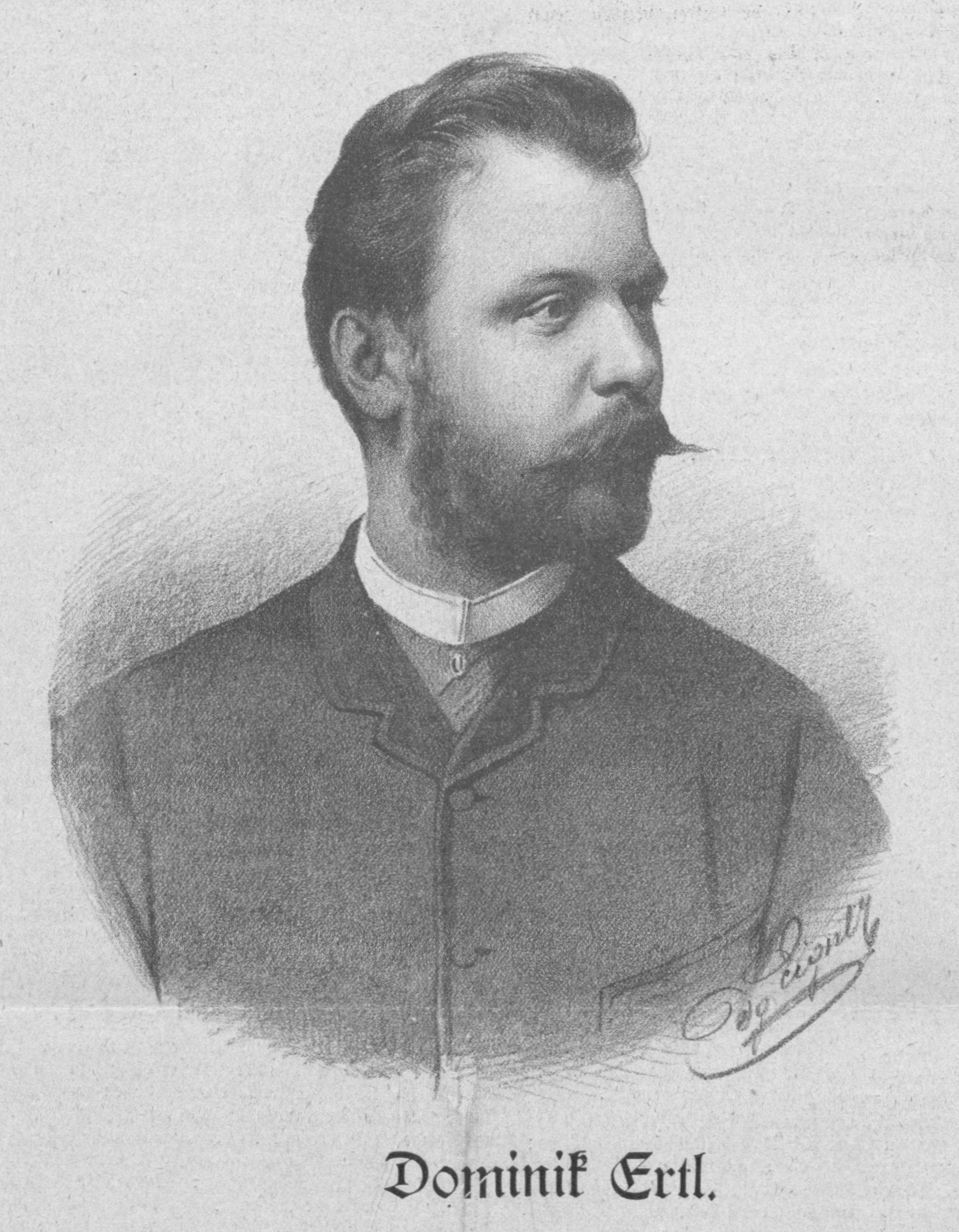
Dominik Ertl (von Ignaz Eigner, 1887)

Der Hoch- und Deutschmeister-Marsch ist ein österreichischer Militärmarsch, der 1880 komponiert wurde. Die Musik stammt von dem Wiener Kapellmeister Dominik Ertl, der damals im Rahmen seines Militärdienstes als Sologeiger bei der Kapelle des angesehenen k.u.k. Infanterieregiment „Hoch- und Deutschmeister“ Nr. 4 diente.
Am 6. Oktober 1880 legte Ertl die Klavierfassung des Werks vor, am 8. Juli 1885 die Version für Streichorchester. Die Druckausgabe erschien im September 1885 beim Verlag Gustav Lewy in Wien.
Der Marsch erfreute sich in der Folge großer Popularität. Er erklang im Film Die Deutschmeister von Ernst Marischka von 1955, wurde u. a. von den Berliner Philharmonikern unter Herbert von Karajan sowie von Ernst Mosch und seinen Original Egerländer Musikanten aufgeführt und zählt bis heute zum Repertoire zahlreicher Militärkapellen.
Der Hoch- und Deutschmeister-Marsch wird gerne mit dem Deutschmeister-Regimentsmarsch von Wilhelm August Jurek von 1911 verwechselt. Anders als dieser ist er allerdings rein instrumental konzipiert und verfügt über keinen Text.